# Luci di segnalazione per elettrodotti
Le luci di segnalazione ostacoli a volo per elettrodotti sono un particolare tipo di segnalatori di ostacoli al volo, progettate per essere poste sulle linee elettriche ad alta tensione (elettrodotti).

## Introduzione

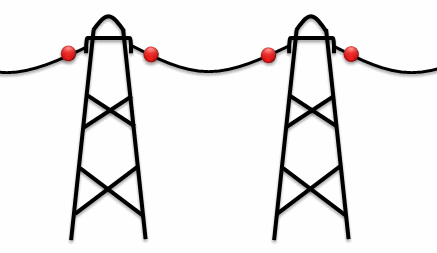
Luci di segnalazione per elettrodotti

I sistemi di trasmissione dell'energia elettrica su linee aeree, spesso comprendenti tralicci molto distanziati l'uno dall'altro, costituiscono un ostacolo quasi invisibile per i velivoli che volano a bassa quota. La sola segnalazione delle strutture di sostegno non è sufficiente ad evitare rischi per il volo; per questo è necessario che vengano segnalati in qualche modo anche i conduttori che trasportano l'energia elettrica.
La segnalazione delle linee aeree può avvenire attraverso diversi sistemi, che, nel caso di segnalazione diurna, possono essere costituiti da sfere o cilindri colorati.
La segnalazione diurna e notturna è anche effettuata con particolari tipologie di lampade, che utilizzano come sistema di alimentazione accorgimenti che permettono di estrarre energia dai conduttori che trasportano energia elettrica in corrente alternata ad alte tensioni e su un ampio spettro di frequenze.

## Principi fondamentali
In linea di principio una luce di segnalazione degli elettrodotti dovrebbe poter essere alimentata essendo fissata alla linea senza utilizzare cavi.
Per far questo sono stati studiati due approcci:
- Il primo prevede di estrarre l'energia dal campo elettrico generato tra due conduttori della linea di alta tensione;
- Il secondo prevede di estrarre l'energia dal campo magnetico che circonda un conduttore della linea di alta tensione.

Il primo approccio sfrutta il gradiente di potenziale elettrico tra i conduttori della linea, ma necessita di un consistente accoppiamento capacitivo necessario per consentire l'estrazione dell'energia richiesta per le luci di segnalazione. Tutto ciò si traduce nella necessità di avere lunghi conduttori sospesi in parallelo alla linea e separati dai conduttori di alta tensione tramite isolatori in vetro/ceramica: la lunghezza richiesta per questi conduttori è, in generale, di alcuni metri, ed è inversamente proporzionale alla tensione della linea.
Il secondo approccio si basa sulla legge di Faraday e sul flusso magnetico concatenato ad un circuito che alimenta la lampada di segnalazione.

## Sistema ad accoppiamento induttivo

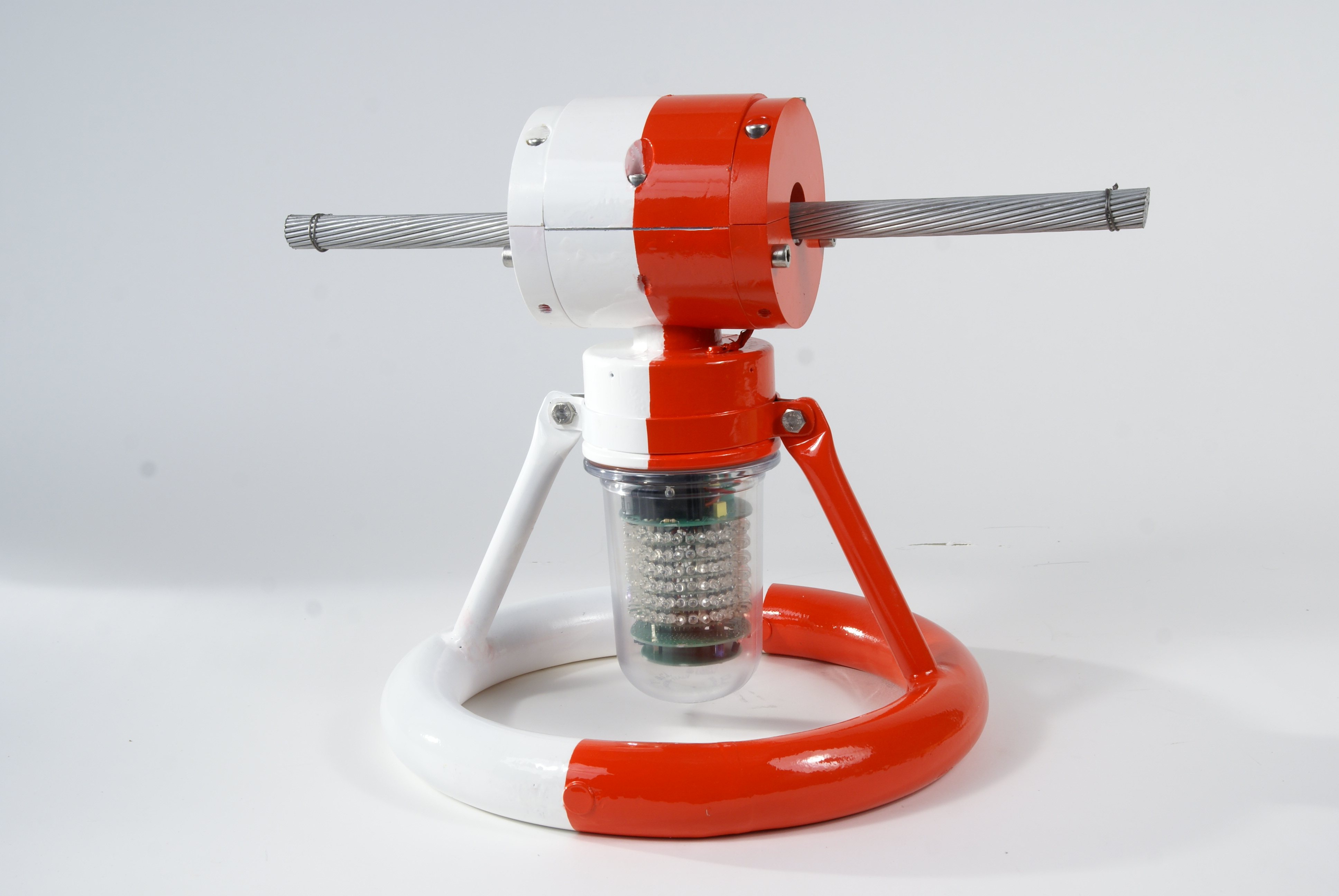
Luce ad induzione (circa 8 kg)

Questo sistema di segnalazione si basa sul secondo approccio descritto nel paragrafo precedente: l'energia per l'alimentazione delle luci viene ricavata dal campo magnetico che circonda le linee elettriche, questo permette di ottenere una lampada compatta che viene fissata direttamente sui conduttori degli elettrodotti. Il principio su cui si basa il dispositivo è molto semplice; il circuito che alimenta la lampada sfrutta il principio della Bobina di Rogowski e può essere pensato come un trasformatore di corrente. Questa soluzione è utilizzata per linee di media—alta tensione, fino a 440 kV. Tuttavia i dispositivi che utilizzano l'accoppiamento induttivo possono lavorare con qualsiasi corrente AC da 50 o 60 Hz, da 15 fino a 2 000 A.